# Jean-Louis Berlandier
Jean-Louis Berlandier (cap a 1805 – 1851) va ser un metge, naturalista i antropòleg francès.
Berlandier nasqué a Fort de l'Écluse, prop de la frontera amb Suïssa i va estudiar botànica a Ginebra.
Quan tenia uns 20 anys va traslladar-se com a biòleg a Mèxic en una expedició botànica. Arribà a Pánuco, Veracruz el desembre de 1826. Recollí plantes i animals pels voltants i va continuar fins a Texas. També recollí informació dels amerindis, especialment els Comanche. Després, el 1829, Berlandier exercí de metge a Matamoros, Tamaulipas, i continuà recollint espècimens de Texas i altres parts que aleshores conformaven de Mèxic.
La informació compilada per Berlandier és de les primeres dels estudis etnològics de les tribus ameríndies de les planes del sud. Un dels seus manuscrits, de 1834, es troben actualment al Gilcrease Museum de Tulsa, Oklahoma. Va exercir de capità cartògraf i ajuda de camp de l'Exèrcit mexicà en les hostilitats entre mexicans i estatunidencs a la primavera de 1846.
Després del Tractat de Guadalupe Hidalgo de 1848, es va demanar a Berlandier l'any 1850 que formés part de la Comissió Internacional de Fronteres (International Boundary Commission) per definir la nova frontera entre Mèxic i els Estats Units.

## Publicacions
- Berlandier, Jean-Louis. "Grossulariaciae," (un article sobre el groseller),

- publicat a "Mémoires de la Societat d'Història Natural de Ginebra"; 1824.
- inclòs al Prodromus d'Auguste Pyrame DeCandolle, 1826.

- Berlandier, Jean-Louis and Chovell, Rafael. "Diario de viaje de la Comisión de Límites." 1850.
- Berlandier, Jean-Louis (traduïtper Sheila M. Ohlendorf et al.) "Journey to Mexico during the Years 1826 to 1834. (en dos volums)." Texas State Historical Association, Austin, Texas, 1980.
- Berlandier, Jean-Louis (traduït per Frank Mares) "Itinerario: Campaña de Palo Alto y Resaca de Guerrero." Yale University:Western America Collection MS S-310, 1846.
- Berlandier, Jean-Louis "Journal of Jean Louis Berlandier during 1846–1847, Incloent el temps que passà a Matamoros." Thomas Phillips Collection, MS 15512 (Berlandier), Library of Congress, Washington, DC. Copy on file at the Arnulfo L. Oliveira Library, University of Texas at Brownsville.

## Epònims associats
| Animals - Rana berlandieri (Baird, 1859) - Gopherus berlandieri Agassiz, 1857 - Taxidea taxus berlandieri Baird, 1858 Plantes - Abutilon berlandieri A.Gray ex S.Watson - Acacia berlandieri Benth. - Astragalus crassicarpus var. berlandieri Barneby - Berlandiera DC. | - Citharexylum berlandieri B.L.Rob. - Chenopodium berlandieri - Echinocereus berlandieri (Engelm.) Haage f. - Esenbeckia berlandieri Baill. ex Hemsl. - Fraxinus berlandieriana DC. - Linum berlandieri Hook. - Lobelia berlandieri A.DC. - Lycium berlandieri Dunal - Oenothera berlandieri (Spach) Steud. |